# Philotrypesis longicornis
Philotrypesis longicornis är en stekelart som beskrevs av Grandi 1921. Philotrypesis longicornis ingår i släktet Philotrypesis och familjen fikonsteklar.
Artens utbredningsområde är Guinea. Inga underarter finns listade i Catalogue of Life.